# Okudaira Nobumasa
Okudaira Nobumasa (奥平 信昌?; 1555 – 11 aprile 1615) è stato un militare giapponese, e un daimyō durante il periodo Sengoku ed il primo periodo Edo.
La famiglia Nobumasa riteneva che le proprie origini fossero associate alla provincia di Mikawa. Il clan discendeva, attraverso il clan Akamatsu, dai Murakami-Genji.

## Il nome Sadamasa
Quando Nobumasa nacque, il suo nome era Sadamasa (奥平 貞昌); era figlio di Okudaira Sadayoshi, una figura locale influente a Mikawa. La famiglia Okudaira era inizialmente asservita ai Tokugawa, ma fu costretta ad unirsi a Takeda Shingen. Dopo la morte di Shingen e la presa del potere da parte di Katsuyori, Okudaira Sadamasa abbandonò con i suoi uomini il castello di Tsukude e si ricongiunse con i Tokugawa. Katsuyori, interpretando questa azione come un vero e proprio tradimento, fece crocifiggere la moglie ed il fratello di Sadamasa, tenuti in ostaggio dal clan Takeda.
A Sadamasa fu affidata la difesa del Castello di Nagashino da Tokugawa Ieyasu.

## Il cambio di nome
La decisione di Sadamasa di non fornire più il sostegno suo e dei suoi uomini ai Takeda, divenne uno dei fattori scatenanti della Battaglia di Nagashino del 1575. Katsuyori, infuriato per la decisione di Sadamasa, attaccò il castello di Nagashino con un esercito di 15 000 uomini; Sadamasa mantenne salda la posizione, respingendo gli assalti delle truppe Takeda, fino al provvidenziale arrivo dell'esercito dell'alleanza Oda-Tokugawa, arrivato in supporto dell'assediato. Oda Nobunaga rimase così impressionato dalle gesta di Okudaira durante l'assedio, che gli offrì l'onore di adottare parte del suo nome, Nobu per l'appunto. Dopo la vittoria infatti il nome di Okudaira mutò da Sadamasa in Nobumasa.

## Le ricompense per i servigi e la lealtà
Tokugawa concesse a Nobumasa di sposare sua figlia maggiore, Kame Hime, e gli fu concesso il castello di Nagashino. Nel 1590 ricevette il feudo di Miyasaki.
Nobumasa fu il primo Kyoto Shoshidai del periodo Edo.
Quando Nobumasa ebbe completato il suo servizio come Kyoto Shoshidai nel 1601, fu trasferito nel feudo di Kanō, nella provincia di Mino; qui costruì il Castello di Kanō a Gifu, nella Prefettura di Gifu, e commissionò la costruzione del Kanō Tenman-gū.
Ebbe diversi figli tra cui Okudaira Iemasa e Okudaira Tadamasa. Quest'ultimo ereditò il feudo di Kanō ma morì prima del padre.